# 伊朗 (國名)
這篇伊朗（國名）用來簡談伊朗的國名緣由。現代波斯語把伊朗的名稱寫為，意思是雅利安人的土地。這個字源自公元3世紀薩珊王朝時代的中古波斯語ērān（巴列維字母（Pahlavi spelling）：ʼyrʼn），最初的意思是“伊朗人的”，但很快也獲得地理上的含義 - “伊朗人居住的土地”。在地理和區域居民稱謂詞意義上，ērān和其反義字anērān截然有別，後者的意思是“非伊朗（的）”。
在地理意義上，ērān也不同於薩珊王朝稱呼自己的帝國名稱ērānšahr（根據伊朗百科全書的解釋，ērānšahr可說為kingdom of the Aryans），帝國的領土還包括另外一些土地，當地主要的居民並非伊朗人族裔。

## 伊斯蘭時期之前用法
在納克什魯斯塔姆墓葬區，薩珊王朝帝王阿爾達希爾一世（在位期間約公元224年–242年）的授銜儀式浮雕所附帶的銘文中，首次證明有ērān一字。在這刻有雙語的銘文中，國王自稱為“伊朗國王萬王之王阿爾達西爾”（中古波斯語：ardašīr šāhān šāh ī ērān；安息語：ardašīr šāhān šāh ī aryān）。中古伊朗語的ērān/aryān是間接的區域居民稱謂詞 - ēr-（中古波斯語）和ary-（安息語）兩者的複數形式，這兩者都源自古伊朗語的*arya-，意思是“雅利安人的，即伊朗人的”
這個古老的古伊朗語*arya-在阿契美尼德銘文中被證明為種族標記，與古波斯語的ariya-，和在祆教波斯古經裡面傳統阿維斯陀語的airiia-/airya的意思相同，這些阿爾達希爾一世所使用的中古波斯語的ērān/aryān“很有可能”仍然與古伊朗語中的含義相同，即表示是人民，而不是帝國。
阿爾達希爾一世銘文中的稱號“伊朗人的萬王之王”仍然是所有薩珊王朝後世帝王的稱號。同樣，在阿達希爾一世所鑄的錢幣上也鑄有“崇拜阿胡拉·馬茲達的帝王阿爾達希爾，伊朗人的萬王之王”的字樣。阿爾達希爾一世兒子和王位繼承人沙普爾一世（在位期間約公元240/42年–270/72年）將稱號擴大為“伊朗人以及非伊朗人的萬王之王”（(中古波斯語： šāhān šāh ī ērān ud anērān; 古希臘語： basileús basiléōn Arianṓn)），擴展他的意圖，即同時把非伊朗人納入其治下，或是因為有非伊朗人也居住在帝國的大片土地上。沙普爾一世在卡巴-也·扎妥敘四方形石材建築上的三種語言的銘文中還引入*ērānšahr這個稱號。沙普爾一世的銘文包括他帝國內的省份清單，也包括在高加索的地區，居住在那兒的伊朗人並不佔多數。三十年後，一個與ērān意思相反的名稱（反義字）anērānšahr在卡蒂爾的銘文中被辨識出來，這位經歷幾位薩珊王朝帝王的祆教大祭司卡蒂爾的銘文中也有省份清單，但與沙普爾一世的清單不同，而把如高加索地區列為anērānšahr。這種anērānšahr的用法讓我們對於薩珊王朝晚期的Šahrestānīhā ī Ērānšahr（The Provincial Capitals of Iran）中Ērānšahr理解的形成對比，後者描述的是ērānšahr（帝國領土）的各地都會城市，也包括非洲和阿拉伯。
雖然銘文裡把ērān指為伊朗人民，但同一個ērān也指帝國（而ērān的反義字anērān則指的是羅馬領土）也在薩珊王朝的早期資料得到證實。摩尼在第3世紀所寫的日曆文字中也同時出現過ērān和anērān。相同的縮寫形式也出現在由薩珊王朝建立的城鎮的名稱中，例如Ērān-xwarrah-šābuhr“Ērān沙普爾一世的榮耀（城市名稱）”。它也出現在政府官員的頭銜中，例如Ērān-āmārgar，“Ērān的財務總管”，或Ērān-dibirbed，“Ērān的總書記官”。
由於在古伊朗語中並未出現等效的ērānšahr（原應為*aryānām xšaθra-或在古波斯語中為*- xšaça-，“統御，統治，主權”之義），因此這個名稱被假設是在薩珊王朝時代發展而出。在沙普爾一世的三種語言的銘文中，希臘語的部分，šahr“王國” 一字顯示為種族的“國家”。對於說希臘語的人來說，這種以種族為基礎的伊朗民族的想法並不新鮮：公元前5世紀中葉希羅多德提到，米底人曾經自稱為Arioi（或Arii，意為雅利安人）。公元前1世紀的斯特拉波引用公元前3世紀的埃拉托斯特尼對伊朗各族人民與其語言之間的關係：“[源自]印度河以外，Ariana（指大伊朗地區）延伸至包括法爾斯（Persia）的某些地區，米底亞，以及巴克特里亞和粟特的北部；因為這些國家的語言幾乎相同。”（節自斯特拉波的地理15.2.1-15.2.8）。達馬修斯（Dubitationes et solutiones in Platonis Parmenidem，125ff）引用公元前4世紀中葉的羅德島的歐德摩斯，稱“那美贊（Magi，即祆教祭司）和所有伊朗（áreion）族裔”。公元前1世紀，西西里的狄奧多羅斯將瑣羅亞斯德描述為Arianoi人（或寫為Arii，意為雅利安人）。

## 伊斯蘭時代早期
操阿拉伯語的哈里發沒接受ērān/ērānšahr這類字的用法，阿拉伯語al-ajam和al-furs（即“Persia”，波斯）指的是伊朗西部（即最初由阿拉伯人佔領的領土，大約與今日的伊朗相對應），對阿拉伯人而言，它們的使用比伊朗本身的名詞更具吸引力。 :327此外，阿拉伯人認為ērān/ērānšahr與被征服的薩珊王朝糾結，而伊朗人也和maddayesn（即祆教信徒）是同義字。:327因此，雖然阿拉伯人一般都對伊朗的思想持開放態度（如果不與阿拉伯人的抵觸的話），但這並沒有擴展到採用有民族主義和宗教內涵的ērān/ērānšahr，也沒擴展到隨之而來的伊朗人對非伊朗人的蔑視，在伊斯蘭時代，所謂非伊朗人也包括阿拉伯人和“土厥人”。
在公元8世紀中葉，阿拔斯王朝崛起，而結束倭馬亞王朝的阿拉伯至上政策，並開始復興伊朗人的自我身份認知。王朝首都從敘利亞的大馬士革轉移到伊拉克的巴格達，伊拉克曾是薩珊王朝、安息帝國、和阿契美尼德王朝時期的首府省份，因此被認為具有伊朗文化遺產成分。尤有甚者，在幾個伊朗人的地區裡，倭馬亞王朝的垮台，隨著在9世紀和10世紀時崛起的事實上的伊朗自治王朝：伊朗東部和中亞的塔希爾王朝、薩法維王朝、和薩曼王朝，以及在伊朗中部，南部和西部的齊亞爾王朝、卡庫伊德王朝、和白益王朝。這些王朝中的每個都自稱為“伊朗人”，體現在他們編纂的族譜中，都把自己描述為伊斯蘭時期之前的伊朗帝王後裔，再加上各種傳說，以及白益王朝統治者重新使用沙阿（shahanshah，即shah，君主的稱呼）的稱謂。這些朝代給“動筆的人”（ahl-e qalam）即文學精英提供復興伊朗思想的機會。
菲爾多西是這批文學精英中最著名的一位，他的列王紀大約在公元1,000年完成，部分取材自薩珊人，以及較早的口頭傳述，以及文學傳統。在菲爾多西撰寫的傳說中，阿胡拉·馬茲達創造出的第一個人和第一位國王，是伊朗立國的基礎。同時，伊朗被描繪成受到阿尼拉尼亞（Aniranian）部族的威脅，在阿里曼（Ahriman）的嫉妒，恐懼和其他惡魔（德弗，dews）的驅使下，他們共謀打擊伊朗及其人民。 “圍繞這些事件的許多神話，在列王紀中所敘述的，都起源於薩珊王朝時期，政治和宗教權威在薩珊王朝統治期間融合，建構出有關伊朗的整體觀念。”
隨著時間演進，伊朗人對ērān的使用與阿拉伯的al-Furs開始契合，例如在錫斯坦歷史中， Ērānšahr被分為四個部分，並將ērān僅限於伊朗西部，但這做法在伊朗早期的伊斯蘭時代尚不普遍。在早期階段，伊朗言語中的 ērān仍主要是更廣泛的“伊朗人居住的土地”，偶爾根據薩珊王朝早期的意義，ērān指的是人，而非國家。其中值得一提的是與菲爾多西同時代的人物（詩人）法魯基·西斯塔尼，也將ērān與“圖蘭”做對比，但他與菲爾多西不同，他把圖蘭看成是“圖蘭人的土地”。人們偶爾在中世紀的祆教作品中發現薩珊人的早期感覺，作者甚至也繼續使用中古波斯語來撰寫祆教的新作品。登卡德是本在公元9世紀撰寫有關祆教信仰，習俗的概要作品，書中使用ērān來指伊朗人，使用anērān來指非伊朗人。登卡德還使用短語ēr deh（複數ērān dehān）來指伊朗人居住的土地。阿爾達希爾的事蹟是本與阿爾達希爾一世有關，在9世紀撰寫的傳奇傳記，其中的ērān的用法均與頭銜有關係，例如šāh-ī-ērān和ērān-spāhbed，除前面說的特別用法之外，就稱國家為Ērānšahr（根據伊朗百科全書的解釋，可說為kingdom of the Aryans）。阿爾達·維拉茲這本書中的一個實例還保留和種族相關的ērān dahibed（the ruler of the Aryans，雅利安人的統治者）名稱，與地理上的Ērānšahr並不相同。但是在薩珊王朝以後時期，ērān主要指的是國家，而指人民的情況少見，到伊斯蘭時期的早期，“那時伊朗人的土地的統稱是…ērān(也稱ērān zamīn, šahr-e ērān)，而ērānī則是指其居民。” “Ērān這個字在地理上的使用也得到普遍理解，隨後有形容詞ērānag（伊朗的）的產生”，“它首先在奔達西新全集和同時期作品中得到證明。”
這些中世紀祆教的文學作品，顯然也有信仰其他宗教的人閱讀，:328但對所謂的伊朗性（Iranianness）而言，它仍然是祆教的同義詞。從這些文字中的資訊看來，其他宗教不被視為“非祆教信仰者”，而是非伊朗的。:328 這是在英雄史詩集阿雅的伽·扎拉籃的一個重要主題，其中ērīh“伊朗性”與其對立的an-ērīh，還有ēr-mēnišnīh“伊朗美德”與其對立的an-ēr-mēnišnīh形成的對比。在公元9世紀，一位祆教大祭司用中古波斯語所寫的宗教判斷甚至建議將信仰非伊朗宗教的伊朗人（dādīan-ēr-īh）處死。:328此外，這些中世紀文字作品還提升波斯古經中神秘的艾亞能·衛扎（Airyanem Vaejah，約略可翻譯成“雅利安人的領土”）為世界中心，並賦予它宇宙學的作用，或者是創造所有植物生命的，或是創造所有動物生命的:327。或者，它被認為是祆教被啟蒙的所在。在登卡德之中，人類被認為是首先生活在這裡，直到被瓦胡·馬納以及薩洛薩下令驅散。:328前面這種說法是在公元9世紀，第一位登卡德的作者阿杜法恩巴格（Aurfarnbag）被一位基督徒問到為什麼阿胡拉·馬茲達只將他的宗教遣往Ērānšahr（伊朗人的領土）時所提供的解釋。:328並非所有文本都將伊朗性（Iraness）和祆教視為同義語。例如，在登卡德裡面，祆教信徒僅被認為是更好的伊朗人而已。:329
在塔巴里（Tarikh al-Tabari）裡面的記載，公元840年的阿夫辛（Afsin）審判事件也證明“伊朗性”（Irāniyat）文化概念的存在。在錫爾河中段南岸的奧希爾薩納，當地世襲統治者阿夫辛被指控散播伊朗族裔的民族思想。阿夫辛承認存在民族意識（al aʿjamiyya），並表示認同。“這一事件不僅清楚地表明人們對伊朗文化身份和積極傳播這一文化的人們有獨特的意識，而且還揭示存有傳播它的概念（al-aʿjamiya或者Irāniyat）。” 

## 現代用法

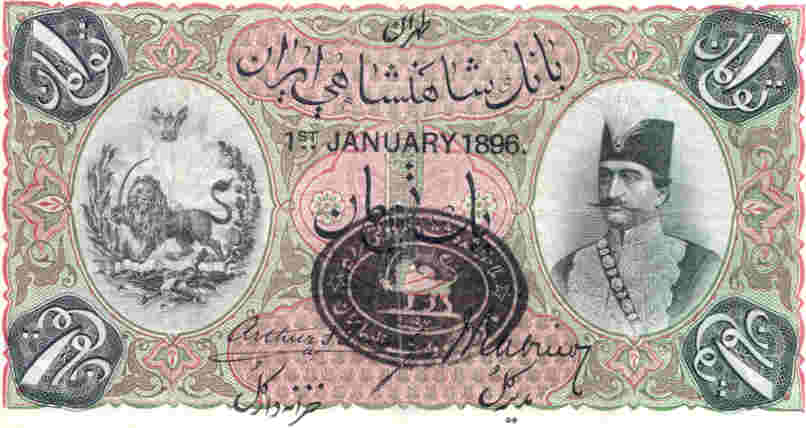
卡扎爾王朝時代紙鈔，印有皇帝納賽爾丁·沙頭像，上面寫：由伊朗帝國銀行發行。

原來伊朗人的薩珊王朝所統治的大部分領土在薩法維王朝時期（公元1501年-1736年）恢復統一。薩法維王朝國王採用“Šāhanšāh-e Irān伊朗的萬王之王”的頭銜。一個例子是筆名為瓦希·巴夫奇的詩人（卒於公元1679年），他多次提及伊朗，描述伊朗的邊疆，和那個時代遷移到到印度的伊朗人的懷舊之情。即使是鄂圖曼帝國的蘇丹，在稱呼白羊王朝和薩法維王朝的帝王時，也使用“伊朗土地之王”，或者“伊朗土地的蘇丹”，或者“伊朗諸王之王，波斯人的領袖”等頭銜。此稱號以及“Šāh-e Irān”（伊朗沙阿）的稱號後來被阿夫沙爾王朝的納迪爾沙，以及和卡扎爾王朝，和巴列維王朝的國王使用。自公元1935年以來，“伊朗”已在西方世界取代這個國家的其他名字。法國旅行家及作家姜·查爾丁在公元1673年至1677年間到此區域旅行（作品：The Travels of Sir John Chardin），他觀察到：“波斯人在為他們的國家命名時使用一個名稱，他們的發音含混，或者是“Iroun”，或者是 “Iran”。[...] 這些伊朗（Iran）和圖蘭（Touran）的名字在波斯的古代歷史中經常會碰到； [...]直到今天，波斯的國王仍被稱為“Padsha Iran”[padshah即為國王king之義]，還有稱呼大維齊爾（great vizier）為“Iran Medary”[medari即執行人之義]波斯的樑柱”。
自公元1979年伊朗伊斯蘭革命之後，這個國家的正式名稱是“伊朗伊斯蘭共和國（Islamic Republic of Iran）”。